# Alice Biondani
Alice Biondani (...) è un'ex sciatrice alpina italiana.
Nella stagione 1991-1992 in Coppa Europa si piazzò 4ª nella classifica di supergigante.